# Hydro Thunder
Hydro Thunder est un jeu vidéo de course de bateau sorti en 1999 sur arcade et Dreamcast puis en 2000 sur Nintendo 64, PlayStation, et PC. Le jeu a été développé et édité par Midway. Le jeu a reçu le label Sega All Stars sur Dreamcast. Une « suite » à ce jeu est sortie en 2010 sous le nom de Hydro Thunder Hurricane, disponible sur le Xbox Live Arcade sur Xbox 360 et rétrocompatible sur Xbox One.
Le jeu est intégré dans Midway Arcade Treasures 3 sur PlayStation 2.

## Système de jeu
C'est un jeu de course orienté arcade où les véhicules sont des bateaux de course.
Le jeu est composé des trois courses par catégorie de difficulté (facile, normale et difficile) avec trois types de bateaux eux-mêmes classés par type de difficulté (facile, normale et difficile). Les courses se gagnent lors de trophées, en finissant premier (on démarre toujours en dernière position).
Les navires « faciles » sont simples à diriger, mais ayant une faible vitesse de pointe. Les navires « moyens » un equilibre entre rapidité et maniement. Les « difficiles » sont les plus rapides, mais aussi les plus durs à diriger.
On peut aussi accroitre la vitesse des bateaux en récoltant du boost, qui est d'ailleurs indispensable pour terminer les courses en tête. ceci offre une puissance superieur au navire, permettant d'éjecter ses adversaires lorsque l'on les percutent. 
Par ailleurs les circuits comportent plusieurs tracés ayant chacun des raccourcis à découvrir.
Si on parvient à terminer les courses en facile, on débloque celles en « normale » ainsi que les navires, et ainsi de suite.
Les neuf circuits sont :
En facile
- Une île du Pacifique ;
- L'Arctique ;
- Un circuit de course de jour (on le retrouve de nuit, avec un tracé différent en piste cachée).

En normale :
- La Chine ;
- Le barrage Hoover ;
- Les îles grecques.

En difficile :
- Les canaux vénitiens ;
- Un port où sont entreposés les anciens bâtiments de l'US Navy ;
- New York détruit (la ville est inondée après qu'un astéroïde l'a percutée).

Mais il existe en plus des neuf courses et les neuf navires, quatre courses cachées (une grotte nommée « catacomb », le circuit de compétition durant la nuit avec un tracé différent, l'Égypte et le château Von Dandy) et quatre navires eux aussi cachés (un aéroglisseur, une barque de pêche, un bateau militaire et un Titanic en réduit.).
Les circuits bonus et les véhicules bonus se débloquent un à un, et non par groupe, comme les autres catégories.